# Carl Lange (Psychologe)

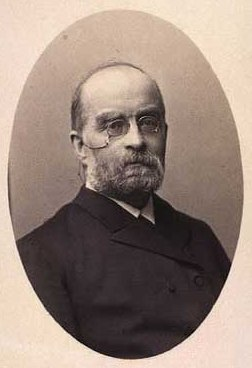
Carl Georg Lange

Carl Georg Lange (* 4. Dezember 1834 in Vordingborg; † 29. Mai 1900 in Kopenhagen) war ein dänischer Psychologe.

## Leben
Carl Lange entwickelte gleichzeitig mit William James die Theorie, dass Emotionen rein physiologische Ursprünge hätten, daher wird diese Theorie nach ihren beiden Begründern James-Lange-Theorie genannt. Im Unterschied zu William James behauptete Carl Georg Lange ausdrücklich, dass eine Erweiterung der Blutgefäße eine Emotion sei. Carl Georg Lange hat sich außerdem mit der psychotropen Wirkung von Lithium (Lithiumtherapie) beschäftigt. Seine Forschungen in diesem Bereich waren jedoch lange vergessen und wurden später unabhängig von Langes Ergebnissen von John Cade und Mogens Schou weitergeführt.

## Veröffentlichungen
- Über Gemütsbewegungen. Ihr Wesen und ihr Einfluß auf körperliche, besonders auf krankhafte Lebenserscheinungen. Ein medizinisch-psychologische Studie. Thomas, Leipzig 1887.
  - Nachdruck: Über Gemütsbewegungen. University Press, Bremen 2013.